# Mrtovnjak (Maćin Školj)
Koordinati:   44°00′42″N, 15°10′31″E
Mrtovnjak je majhen nenaseljen otoček v Jadranskem morju, ki pripada Hrvaški.
Mrtovnjak, na katerem stoji svetilnik, je na  nekaterih pomorskih kartah imenovan tudi Maćin Školj, leži okoli 1 km vzhodno od otočka Tomešnjak. Njegova površina meri 0,032 km². Dolžina obalnega pasu je 0,71 km. Najvišji vrh na otočku je visok 21 mnm.
Na pomorski karti je razvidno, da svetilnik oddaja svetlobni signal: R Bl(2) 10s. Nazivni domet svetilnika je 7 milj.